# Evangelischer Friedhof Wildeshauser Straße
Der Evangelische Friedhof Wildeshauser Straße in Delmenhorst-Deichhorst, Wildeshauser Straße 110, wurde im 19. Jahrhundert angelegt und die Kapelle 1928/29 gebaut.
Friedhof, Kapelle, Torhäuser und zwei Alleen sind    Baudenkmale in Delmenhorst.

## Geschichte
Der Friedhof wurde über Jahrzehnte am westlichen Stadtrand am Rand der hohen Geest bis zum Ziegelbusch mit seinen 100-jährigen Eichen auf einer Fläche von rund 10 Hektar angelegt. Denkmalgeschützt und bemerkenswert sind die Pyramiden-Ulmenallee und Lindenallee. Die Gräberfelder sind im südöstlichen Bereich sehr einheitlich und parallel zur Wildeshauser Straße ausgerichtet. Neben dem Hauptzugang gibt es auch eine Zufahrt von der Oldenburger Landstraße.
Die verklinkerte Friedhofskapelle von 1928/29 mit dem kubischen, verzierten Turm hinter einem Kapellenschiff mit einem sehr flachen Satteldach und schmalen hohen Lichtschlitzen sowie vier niedrigen Anbauten an den Ecken entstand nach Plänen des Hamburger Architekten Fritz Höger im Stil des norddeutschen Backsteinexpressionismus. In der Regel im Hauptraum sowie auch in einem kleinen gläsernen Vorraum finden die Trauerfeiern statt; die Nebenräume dienen zur Aufbahrung.
Höger entwarf u. a. das Chilehaus und den Sprinkenhof in Hamburg sowie in Delmenhorst das Städtische Krankenhaus und die Friedhofskapelle des Städtischen Friedhofs Bungerhof.
In einem der zwei Torbauten befindet sich die Friedhofsverwaltung.
Die Delbus-Linien 201 und 216 führen zum Friedhof.